# Veturius cirratus
Veturius cirratus es una especie de coleóptero de la familia Passalidae.

## Distribución geográfica
Habita en Panamá.